# 岡恵子
岡 恵子（おか けいこ、11月28日 - ）は、東京都出身の歌手。タレント。レーベルはキングレコード。ガッツ・エンタープライズ所属。

## 来歴・人物
明治時代、当時は珍しい上野楽学校（現在芸大）に入学し、日本で初の歌劇公演をする等、
盛んに音楽活動をした人で、その後は数々の文部省唱歌や色々な学校の校歌を作曲したり、
明治大正の音楽教育史を語る上で忘れてはならない人物である山本正夫を曾祖父にもつ山本家の長女として生まれる。
祖父も交響楽のフルートの演奏をし、昭和天皇の前でフルートの腕前を披露したりしている。
父・勲も学生時代から交響楽団を編成し全国を回る。
が、音楽で食べていくのは厳しい為、厳格な母・叔母に反対され、
隠れてバンドのアルバイトをしていた。
そんな音楽好きな一家に生まれ、物心着く前にピアノや音楽に触れて育つ。
小さい頃から歌うのが好きで、電気のコンセントをマイク代わりに歌って、
来客者を楽しませた。

## ディスコグラフィー

### シングル
1. 愛の行方（2011年1月12日・キングレコード）
  1. 愛の行方 （作詞：倉科大道、作曲：竹田喬、編曲：かみたかし）
  2. めぐり逢いたい （作詞：倉科大道、作曲：竹田喬、編曲：かみたかし）
  3. 愛の行方〔オリジナルカラオケ〕
  4. 愛の行方〔キー半音下げカラオケ〕
  5. めぐり逢いたい〔オリジナルカラオケ〕

### 参加作品
- いたばし太郎と南もも香「ときめき」（2013年10月21日・エスプロレコーズ）
  - ときめきグループ恵子として、C/W「ときめき(ときめいて・ときめいてバージョン)」2番をデュエット歌唱。

## 出演

### ラジオ
- 岡恵子のときめき音楽館（2011年〜2012年 多摩レイクサイドFM）
- 岡恵子のときめき音楽館（2013年 エフエム茶笛）
- 明日へのトビラ（2015年〜 FM79.8MHz Palau-Links放送局）

### インターネット配信
- どら増田のHAPPY! STADIUM（2012年〜 Akiba.TV）